# Chris Feauai-Sautia
Chris Feauai-Sautia (Auckland, 17 novembre 1993) è un rugbista a 15 australiano che gioca come tre quarti centro nell'Oyonnax in Pro D2.

## Biografia
Nel 2012 il diciassettenne Feauai-Sautia ottenne il suo primo contratto professionistico con i Reds, franchigia australiana che lo aggregò alla squadra per disputare il Super Rugby 2012 dove debuttò nella partita contro i Lions segnando una meta. L'estate dello stesso anno fu convocato dalla nazionale australiana di categoria per disputare il Campionato mondiale giovanile di rugby 2012.
Esordì, segnando una meta, nella nazionale australiana nell'incontro di The Rugby Championship con il Sudafrica il 28 settembre 2013. Giocò anche contro la Scozia durante il tour europeo della nazionale australiana.
Disputò tre incontri nell'edizione 2015 del National Rugby Championship con la squadra Queensland Country. Nel giugno 2016 fu ingaggiato dalla squadra giapponese dei Kintetsu Liners.

## Palmarès
- National Rugby Championship: 1
Queensland Country: 2017